# The Ghost and the Machine
The Ghost and the Machine ist ein österreichisch-deutsches musikalisches Projekt, bestehend aus Mastermind Andi Lechner (Gesang, Resonatorgitarre), gelegentlich auch in Bandbesetzung mit Valentin Eybl (Bass) und Matthias Macht (Schlagzeug). Der Stil der Band wird als Dark Academia Pop – Popmusik mit poetischen Songtexten und der Verbindung aus alten und modernen Elementen – beschrieben.

## Geschichte

2013 begann Lechner, der in Wien Jazzgitarre bei Karl Ratzer studierte, The Ghost and the Machine als Soloprojekt und bleibt bis heute Mastermind der Band. Nach einem Jahr wurde das Projekt zu einem Trio mit Kontrabass und Schlagzeug erweitert. Prägende Einflüsse brachte der Dresdner Schlagzeuger Matthias Macht in die Band, der zuvor mit dem Free-Jazz-Musiker Günter Sommer und Songwriter Chris Whitley aufgetreten war. Kurz darauf entstand das Debütalbum, das erfolgreich durch eine Crowdfunding-Kampagne finanziert wurde und in Dresden mit Edgar M. Roethig in den Helicopter Studios aufgenommen wurde.
Im Laufe der Zeit entwickelte Lechner einen eigenständigen Sound: Neben ausdrucksstarkem Gesang, der zwischen stoischer Gelassenheit à la Lou Reed und fauchendem Falsett wie in alten Soulaufnahmen changiert, ist er bekannt für seinen ungewöhnlichen Stil auf seltenen Resonatorgitarren aus den 1920er und 1930er Jahren. Hierbei bedient sich Lechner sogenannter "open-tunings", die er selbst entwickelt. Jedem Song ist eine eigene solche "Stimmung" zugeordnet. Neben musikalischen Einflüssen bezieht sich die Band stark auf Einflüsse aus den Bereichen Literatur und der bildenden Kunst.
Im September 2018 stellten The Ghost and the Machine ihr zweites Album Red Rain Tires vor, welches auf dem Wiener Indie-Label Noise Appeal Records veröffentlicht wurde. Inhaltlich wie auch musikalisch handelte es sich um eine Weiterführung des reduzierten Klanges des ersten Albums, bei dem nun verstärkt elektrische Gitarre und Instrumente wie Banjo und Lap-Steel-Gitarre zum Einsatz kamen. Aufgenommen und koproduziert wurde das Album von Chris Neuschmid (vormals Mono und Nikitaman), der auch als Gastmusiker zu hören ist.
Seit 2019 ist Valentin Eybl am Bass zu hören. Im Herbst 2020 begann Lechner die Zusammenarbeit mit dem Wiener Electronic-Produzenten Daniel Pepl und wechselte kurz darauf auf dessen Label Fullmax Recordings. Seitdem folgten drei Singles im Abstand weniger Monate aufeinander: Hearts Burn for Many Reasons, Way to Blue und 20 Miles High.
Am 24. September 2021 sollten zwei neue Alben mit dem Titel Alice in Contraland Part 1 und Part 2 digital und analog auf Platte erscheinen, einerseits als Solo-LP und andererseits im ausproduzierten, elektronischen Sound-Gewand (zu dem ursprünglich die Solo-Songs aufgenommen wurden). Alice in Contraland, Part 1 sowie Alice in Contraland, Part 2 (Solo-Album) sollten als zwei verschiedene Blickweisen auf die Thematik funktionieren und sich in ihrer musikalischen Ausarbeitung als zwei Seiten derselben Medaille manifestieren. Sie spielen auf die Ambivalenzen einer herausfordernden Covid-Zeit an, (audio)-visuell und inhaltlich auf die Dark Academia Szene, woraus sich die neue Genre-Bezeichnung Dark Academia Pop ergibt.
Die im Album angesprochene Alice soll sich als Teil der Dark Academia-Szene sowie jeder anderen in ihren inneren Gegensätzen und Kontrasten verstanden fühlen. Dies sei eine herausfordernde Entwicklung als Gesellschaft sowie als junger Mensch auf der Suche nach einem Platz in der Welt.
Die Band trat bislang in Österreich, Deutschland, Italien, Polen, USA, der Schweiz und Portugal auf.
2020 und 2021 war The Ghost and the Machine jeweils Puls 4 Musiktipp des Monats.

## Diskografie

### Alben
- 2016: The Ghost and the Machine (LILI Records / Soulfood)
- 2018: Red Rain Tires (Noise Appeal Records / Rough Trade Distribution)
- 2021: Alice in Contraland, Part 1 (Fullmax Recordings)
- 2021: Alice in Contraland, Part 2 (Fullmax Recordings)

### Singles
- 2018: Caroline (Noise Appeal Records)
- 2018: Dirty Mind
- 2020: Slow Skies (Noise Appeal Records)
- 2020: Hearts Burn for Many Reasons
- 2021: Way to Blue
- 2021: 20 Miles High